# Concours international de piano d'Île-de-France
 (juin 2023).
 (juin 2023).
Si vous disposez d'ouvrages ou d'articles de référence ou si vous connaissez des sites web de qualité traitant du thème abordé ici, merci de compléter l'article en donnant les références utiles à sa vérifiabilité et en les liant à la section « Notes et références ».
 (juin 2023).
La mise en forme du texte ne suit pas les recommandations de Wikipédia : il faut le « wikifier ».
Les points d'amélioration suivants sont les cas les plus fréquents :
- Les titres sont pré-formatés par le logiciel. Ils ne sont ni en capitales, ni en gras.
- Le texte ne doit pas être écrit en capitales (les noms de famille non plus), ni en gras, ni en italique, ni en « petit »…
- Le gras n'est utilisé que pour surligner le titre de l'article dans l'introduction, une seule fois.
- L'italique est rarement utilisé : mots en langue étrangère, titres d'œuvres, noms de bateaux, etc.
- Les citations ne sont pas en italique mais en corps de texte normal. Elles sont entourées par des guillemets français : « et ».
- Les listes à puces sont à éviter, des paragraphes rédigés étant largement préférés. Les tableaux sont à réserver à la présentation de données structurées (résultats, etc.).
- Les appels de note de bas de page (petits chiffres en exposant, introduits par l'outil «  Source ») sont à placer entre la fin de phrase et le point final[comme ça].
- Les liens internes (vers d'autres articles de Wikipédia) sont à choisir avec parcimonie. Créez des liens vers des articles approfondissant le sujet. Les termes génériques sans rapport avec le sujet sont à éviter, ainsi que les répétitions de liens vers un même terme.
- Les liens externes sont à placer uniquement dans une section « Liens externes », à la fin de l'article. Ces liens sont à choisir avec parcimonie suivant les règles définies. Si un lien sert de source à l'article, son insertion dans le texte est à faire par les notes de bas de page.
- La présentation des références doit suivre les conventions bibliographiques. Il est recommandé d'utiliser les modèles {{Ouvrage}}, {{Chapitre}}, {{Article}}, {{Lien web}} et/ou {{Bibliographie}}. Le mode d'édition visuel peut mettre en forme automatiquement les références.
- Insérer une infobox (cadre d'informations à droite) n'est pas obligatoire pour parachever la mise en page.

Pour une aide détaillée, merci de consulter Aide:Wikification.
Si vous pensez que ces points ont été résolus, vous pouvez retirer ce bandeau et améliorer la mise en forme d'un autre article.
Le Concours international de piano d'Île-de-France (Maisons-Laffitte) a été créé en 1999 à Sartrouville, à l'initiative de René Girard et de sa fille Christine Girard. Sa présidente d'honneur est Anne Queffélec. Ce concours est organisé chaque année par l'association Opus Yvelines, créée en 1998, et bénéficie du soutien de la Ville de Maisons-Laffitte, de la Région Île-de-France et du Conseil général des Yvelines.

## Historique
En 1999, le Concours national de piano d’Île-de-France est créé avec le soutien des villes de Sartrouville et Maisons-Laffitte. En 2005, il est renommé « Concours international de piano d'Île-de-France ». En 2008, une section « Amateur niveau concertiste » est introduite, destinée aux pianistes dont la profession est sans rapport avec la pratique du piano. En 2009, des épreuves qualificatives pour la catégorie « Diplôme de concert » sont mises en place et un réseau de familles d'accueil est créé. En 2014, le Comité artistique est établi. En 2018, le concours célèbre ses 20 ans. En 2020, le concours est reporté en raison des mesures gouvernementales liées à la crise sanitaire due à la pandémie de Covid-19.

## Description
En 1999, le concours comportait quinze niveaux de compétition répartis en Cycles 1, 2 et 3 (chacun comprenant trois ou quatre divisions), Supérieur, Excellence, Amateur nveau concertiste et Diplôme de concert. Il n'y avait pas de limite d'âge, sauf pour la catégorie Diplôme de concert (32 ans) et pour les Amateurs (plus de 25 ans). Le programme était libre, avec une durée variant de 15 à 45 minutes. Les récompenses incluaient 7 250 € de prix, 15 récitals, un stage et une masterclass. Le concours se déroulait à la salle Malesherbes de Maisons-Laffitte.
À ce jour, le concours se déroule à l'Ancienne Église de Maisons-Laffitte. Le programme varie selon les différents niveaux. Les participants des catégories Cycle 1, 2 et 3 choisissent une œuvre parmi les trois imposées. Pour la catégorie Supérieur, le programme est un peu plus libre, mais sa durée ne doit pas excéder 15 minutes, et il doit comporter à la fois une Étude, une œuvre baroque ou classique et une œuvre romantique, moderne ou contemporaine. Pour la catégorie Excellence, le programme, d'une durée maximale de 20 minutes, doit comporter 3 ou 4 œuvres d'époques et d'esthétiques différentes dont une Étude, une œuvre baroque ou classique, et une œuvre romantique, moderne ou contemporaine. Pour l'avant dernière catégorie, Amateur niveau concertiste, les candidats doivent proposer un programme libre d'une durée maximale de 20 minutes.
Enfin, pour la catégorie Diplôme de concert, la plus prestigieuse, il y a deux phases de concours. Lors de la première, une épreuve qualificative, le programme du candidat doit comporter une Étude (sauf celles de Debussy), un mouvement de Sonate de Haydn, Mozart, Beethoven ou Schubert, et une œuvre d'un compositeur français composée à partir du XIXe siècle. Pour la deuxième phase, la finale, d'une durée de 45 minutes, le programme est libre et comprend au maximum 4 œuvres d'époques et d'esthétiques différentes. Lors de cette deuxième phase, il est impossible de rejouer des œuvres déjà présentées durant la phase qualificative, sauf si un candidat décide de jouer en entier une Sonate dont il a joué un mouvement durant la première phase.

## Lauréats de la catégorie Diplôme de Concert
| Année du concours | Lauréat de la catégorie Diplôme de concert | Nationalité                |
| ----------------- | ------------------------------------------ | -------------------------- |
| 1999              | Prix non attribué                          | Prix non attribué          |
| 2000              | Jean-Frédéric Neuburger                    | France                     |
| 2001              | Alexande Grelot                            | France                     |
| 2002              | Daria Fadeeva                              | Biélorussie                |
| 2003              | Rintaro Akamatsu                           | Japon                      |
| 2004              | Kanaé Endo                                 | Japon                      |
| 2005              | Masao Kitsutaka                            | Japon                      |
| 2006              | Suzanna Bartal (ex-æquo)                   | Roumanie                   |
| 2006              | Hiroko Tani (ex-æquo)                      | Japon                      |
| 2007              | Alexey Lebedev                             | Russie                     |
| 2008              | Duanduan Hao                               | Chine                      |
| 2009              | Cheon Seul-ki                              | Corée du Sud               |
| 2010              | Mantautas Katinas                          | Lituanie                   |
| 2011              | Miyeong Lee                                | Corée du Sud               |
| 2012              | Yun-Yang Lee                               | Taïwan                     |
| 2013              | Charlotte Coulaud                          | France                     |
| 2014              | Marcell Szabo                              | Hongrie                    |
| 2015              | Ryutaro Suzuki                             | Japon                      |
| 2016              | Ke Ma                                      | Chine                      |
| 2017              | Balázs Demény                              | Hongrie                    |
| 2018              | Aleksandr Kliuchko                         | Russie                     |
| 2019              | Alexander Sonderegger                      | Russie                     |
| 2020              | Pas de concours (COVID-19)                 | Pas de concours (COVID-19) |
| 2021              | Youngho Park                               | Corée du Sud               |
| 2022              | Danylo Saïenko                             | Ukraine                    |
| 2023              | Dmytro Semykras                            | Ukraine                    |
| 2024              | Jan Jakub Zielinski                        | Pologne                    |